# أليس أميليا تشاون
أليس أميليا تشاون (بالإنجليزية: Alice Amelia Chown)‏‏ (3 فبراير 1866 في كينغستون - 2 مارس 1949 في تورونتو) ناشِطة، وكاتِبة من كندا. نشأت في أسرة ميثودية متحفظة، وبقيت في المنزل حتى بلغت الأربعين من عمرها مع والدتها، التي توفيت في عام 1906. بدأت تشاون بعد ذلك في الانخراط بحياة السفر وشاركت في العديد من أشكال الإصلاح الاجتماعي. كانت مفكّرة مبتكرة ومبدعة، وأصبحت واحدة من النسويات الاجتماعيات الرائدات في زمنها. اشُتهرت بكتابها «ذا ستيرواي» عام 1921, والذي تحدثت من خلاله عن حياتها وفكرها الحر المتصاعد بعد عام 1906.

## سنواتها الأولى
وُلدت أليس أميليا تشاون في مدينة كينغستون في مقاطعة كندا في 3 فبراير 1866. اتّبعت عائلتها تعاليم الطائفة الميثودية. وكان أقاربها من الأطباء والمحامين ورجال الدين مثل عمها «إس. دي. تشاون». لديها ستة أشقاء في عائلتها ميسورة الحال. أصرّت والدتها، أميليا على أن تتلقى أليس تعليمًا مشابهاً لأشقائها. درست أليس العلوم السياسية والاقتصاد في جامعة كوينز، وتخرجت بدرجة البكالوريوس في عام 1887. حاول أستاذ العلوم السياسية، الأستاذ شورت، إقناعها بأن نظام الاشتراكية خطير.
في عام 1899، شغلت تشاون منصب أمين جمعية كينغستون الخيرية، والتي دعت إلى العمل بالإنسانية العلمية، وطٌرح هذا الموضوع في الاجتماع السنوي للمجلس الوطني لنساء كندا. طُبع خطابها في مقال في صحيفة «ميثوديست كريستيان غارديان». بقيت في المنزل حتى بلغت سن الأربعين، حين توفيت والدتها المتدينة بشدة في عام 1906. بعد ذلك، بدأت في السفر والعمل على الإصلاحات الاجتماعية. كان قرارها بالاستفادة من حريتها في ذاك العصر مزعجاً إلى حد ما لمجتمع الطبقة الوسطى المحافظ في كينغستون.

## نشاطاتها قبل الحرب
دعمت تشاون النقابات العمالية النسائية والاقتراع النسائي وعصبة الأمم. في عام 1910, اصطحبت ابنة شقيقها، إديث جورجينا تشاون، التي توفي والدها آنذاك، في زيارة إلى إنكلترا وبلجيكا وفرنسا. في لندن، شاهدتا جنازة الملك إدوارد السابع، وزارتا منزل الدكتور بارنادو، واستمعتا إلى الناشطة النسوية «كريستابيل بانكهورست», ومثلتا كندا في مظاهرة بالمطالبة بمنح المرأة حق الاقتراع. أصبحت تشاون أيقونة متميزة ومثيرة للجدل ومليئة بالأفكار، وأصبحت إحدى أشهر نسويات الموجة الأولى في كندا. أُعجِبت بوجهات نظر إدوارد كاربنتر حول الحب والجنس. رفضت الملابس المقيدة لتلك الفترة، واعتمدت في لباسها على السُتر الفضفاضة بقدمين حافيتين. حاولت من دون جدوى طرح نظريات سيغموند فرويد لمؤيدي الطبقة الوسطى لحركة حق المرأة في الاقتراع في تورونتو.
أصبحت تشاون سكرتيرة ميدانية للجمعية الاقتصادية الكندية الداعمة للأسرة. آمنت تشاون بالدور الهام للنساء في المنزل، لكنها رفضت فكرة «المجالات المنفصلة» لأن ذلك سيؤدي إلى الحكم على النساء بوصفهن ربات منزل فقط. رغبت بحصول المرأة على فرص تعليم أوسع حتى تتمكن من تطوير جميع مواهبها الفكرية. وأيدّت «أديليد هودليس» مؤسسة معاهد النساء، بفكرة إنشاء مدارس العلوم المحلية في ريف أونتاريو، التي ستكون لها قيمة كبيرة، ولكنها شعرت بالقلق من أنه مع المناهج الدراسية الضيقة التي ستقدمها المدارس، ستصبح النساء منعزلات.
في عام 1911, حققت تشاون في عمليات تدريب شمّاسات الطائفة الميثودية، وأُقنعت صحيفة «ذا كريستيان غارديان» بنشر التقرير الساخر الناتج عن التحقيق. وأفادت بأن الهدف الحقيقي من وراء ذلك التدريب كان «تأهيل تابعات سُذّج للكهنة الميثوديين، هذه النساء اللواتي سيصفقن بأيديهن بكامل الإعجاب أمام المعرفة الكبرى للقس. بدا لي أن مواد الدراسة قد صُممت لتطبيق نظريات روسكين المثالية في تعليم المرأة، والقدرة على احترام علم الآخرين، وعدم الاعتبار أن شخصًا واحدًا فقط مؤهل للتعليم». تسبب المقال برد فعل قوي من قِبَل قُرّاء آخرين للصحيفة. قال القس بارتل بول إن الشمّاسات لا يحتجن إلى «نظريات اجتماعية مجردة». كتبت تشاون مقالات أخرى حول ذات الموضوع. كانت على اتصال مع مُجمّع هال هاوس السكني في شيكاغو، وأرادت كأحد مؤسسيه تحسين ظروف الطبقة العاملة. تمثّل انتقادها الرئيسي لمجتمع الشماس بأنه قد فشل في معالجة العوامل المسببة للفقر.
في عام 1912، ساعدت تشاون في تنظيم الدعم للمضربين في متجر إيتون في تورنتو. رأت أن المحتجين يتعرضون لسوء المعاملة، فانضمت لهم، حيث اعتقلتها الشرطة. طلب المضربون من تشاون أن تستخدم مركزها في المجتمع لإقناع حكومة تورنتو في مناقشة الإضراب، الذي أُجبِروا على القيام به خشية فقدان إيرادات الإعلانات. واجهت تشاون بعض الصعوبات في الحصول على دعم علني للإضراب من جمعية حقوق المرأة في تورنتو، والتي لم يرغب مؤسسوها بالتعرض لأي ضرر بسبب ارتباطهم بقضية غير شعبية. يعود سبب عدم شعبية هذا الإضراب بين دائرة معارف تشاون جزئياً إلى أن الأغلبية العظمى من المضربين كانوا من اليهود. رفضت النسويات الكنديات، كمثيلاتهن الأخريات في كندا، هؤلاء المهاجرين الجدد. كانت تشاون من بين الأعضاء المؤسسين لجمعية مساواة حقوق المرأة في تورنتو عام 1912.

## حياتها المهنية اللاحقة
كانت تشاون داعية سلام خلال الحرب العالمية الأولى (1914- 1918). وقالت تشاون إن عدم المقاومة «هو أمر متاح فقط للرجال والنساء ممّن يمتلكون إيماناً روحانياً قوياً بهذا الكون». واعتقدت أن دُعاة السلام «أبصروا العالم المثالي الآتي».
في المؤتمر الدولي للمرأة الذي عُقد في لاهاي عام 1915، «ساهمت تشاون في إدخال الأفكار السلمية وحق المرأة في الاقتراع ضمن برنامج يستهجن الممارسات العسكرية والاستبدادية والمعاهدات السرية والإمبريالية، مع الدعوة إلى إقامة نظام دولي جديد يرتكز على التحكيم الإلزامي ونزع السلاح حول العالم وحرية البحار وعصبة الدول الديمقراطية». في العام ذاته، عَمِلت كمؤسس مشارك مع لورا هوجيز وإلسي تشارلتون من حزب السلام النسائي الكندي. سببت آراؤها الصريحة سمعة سيئة لها. وقفت ضد الكنيسة -وبكونها داعية سلام- انتقدت موقف ابن عمها صموئيل دوايت تشاون، وزير الميثودية وقائد الجيش خلال الحرب.
تسببت أفكار تشاون السلمية في دخولها ضمن صراع مع قادة نسويات كنديات أخريات. وفي عام 1917, انتقلت إلى الولايات المتحدة، حيث درّست في كلية نقابية لمدة عشر سنوات. في وقت لاحق سافرت عبر أوروبا وروسيا. أسست تشاون رابطة نساء الأمم في عام 1930 المتخصصة بالتعليم في مجال السلام. نظمت مكاناً يمكن أن يجتمع فيه اليهود والوثنيون. كتبت عموداً في صحيفة «يونايتد تشرش أوبزيرفر». في عام 1945, انتُخبت رئيسة فخرية لجمعية الأمم المتحدة في تورنتو.
توفيت أليس أميليا تشاون في تورنتو في 2 مارس عام 1949. على الرغم من كونها شخصًا غير تقليدي، إلا أنها بشكل ما كانت مصلحة اجتماعية نموذجية في أواخر العصر الفيكتوري. بالنسبة للتناقض بين آرائها وآراء والدتها، كتبت تشاون: «كان إيمانها بالكائن الأسمى الذي كان موجوداً بشكل واضح؛ وإيماني أنا كان بقوة الحياة الموجودة داخل كل شخص، والتي يجب أن تنمو وتتطور».

## كتاباتها
نشرت تشاون روايتها «ذا ستيرواي» في عام 1921، بالعودة إلى مذكراتها بين عامي 1906 و 1920، والتي تروي تجاربها من خلال سلسلة من الخطوات التي قادتها إلى مزيد من الحرية. يطرح الكتاب آراءها حول العديد من الموضوعات بما في ذلك الحركات الاستيطانية والتعاونية والنقابات العمالية وحق المرأة في الانتخاب وإصلاح تقييدات الملابس والحرية الجنسية. كتبت عن حقوق المرأة في الحصول على التعليم العالي وفي الاقتصاد المنزلي والتطوير الحضري والإخاء والسلام العالمي.